# Myxozoa
Myxozoa (etimologia: gr. μύξα myxa = "muco" + ζῷον zoon "animal") é uma linhagem de Cnidaria altamente modificada, constituída inteiramente por endoparasitas obrigatórios. Os mixozoários são organismos oligocelulares, – isto é, compostos de pouquíssimas células, mesmo em estágios maduros do ciclo de vida. De fato, eles estão entre os mais reduzidos e simplificados metazoários conhecidos. Ademais desta simplificação, estes animais são super diversos, de ocorrência em habitats marinhos e de água doce, com morfologias bastante variáveis ao longo do ciclo de vida. Dentro da grande linhagem de Cnidaria, apenas os mixozoários e os hidrozoários são conhecidos para ambientes de água doce.
Quanto à origem do grupo, análises moleculares apontam para uma cladogênese datada no pré-cambriana, há cerca de 600 milhões de anos atrás. Este é um tempo de divergência 100 milhões de anos mais tarde daquele reconstruído para o último ancestral comum cnidário. Esta origem antiquíssima, somada a uma rápida evolução molecular, afeta as análises filogenéticas; gerando efeitos de ramos longos entre os mixozoários e seus parentes de vida livre mais próximos.
Atualmente, há pouco mais de 3'000 espécies atualmente conhecidas, compreendendo cerca de 14% de toda a diversidade de cnidários (pouco menos de 21'000). Algumas dessas são capazes de causar doenças economicamente importantes, prejudicando peixes selvagens e de criatórios. 
Os mixozoários são agrupados em dois grandes clados: 1 - o primitivo Malacosporea Canning, Curry, Feist, Longshaw & Okamura, 2000, que inclui 6 espécies de malacosporídeos; e 2 - Myxosporea Bütschli, 1881, onde estão as outras 3'000 espécies, chamados mixosporídeos. Mais recentemente, a única espécie de polipódio conhecida, Polypodium hydriforme, vem sendo entendida como grupo-irmão dos mixozoários (Polypodizoa). Juntos, o menor clado – aliás inteiramente parasita – que os une recebeu o nome de Endocnidozoa Zrzavý & Hypša, 2003, fazendo referência ao hábito endoparasitário das duas linhagens.

## História Taxonômica
A primeira espécie de Myxozoa parece ter sido reportada em 1825, pelo médico suíço Louis Jurine. Contudo, uma descrição inequívoca desses parasitas só pode ser traçada em 1838, quando J. Müller os enquadra num grupo informal, conhecido a época como "Psorospermos". Robins (1853) foi o primeiro a formalizar o grupo como uma tribo de diatomáceas do filo Protozoa. Três décadas mais tarde, uma outra classificação taxonômica formal foi proposta pelo zoólogo alemão Otto Bütschli (1881). Este reconhecera diferenças importantes entre os "mixosporidídios" (termo cunhado para a revisão) e o grupo das diatomáceas psorospermas. Os estágios trofozoítos plasmodiais, o desenvolvimento dos esporos e a descarga dos filamentos polares foram importantes para esta diferenciação. Bütschli (1881) então propõe que os Myxosporea (ordem Myxosporida) pertenceriam ao grupo de esporozoários então reconhecido como natural, Sporozoa Leuckart, 1879. Este grupo, além dos mixozoários, hangariaria também alguns alveolados apicomplexos e a atual linhagem de fungos Microsporidia (a época Mixosporea Doflein, 1901).

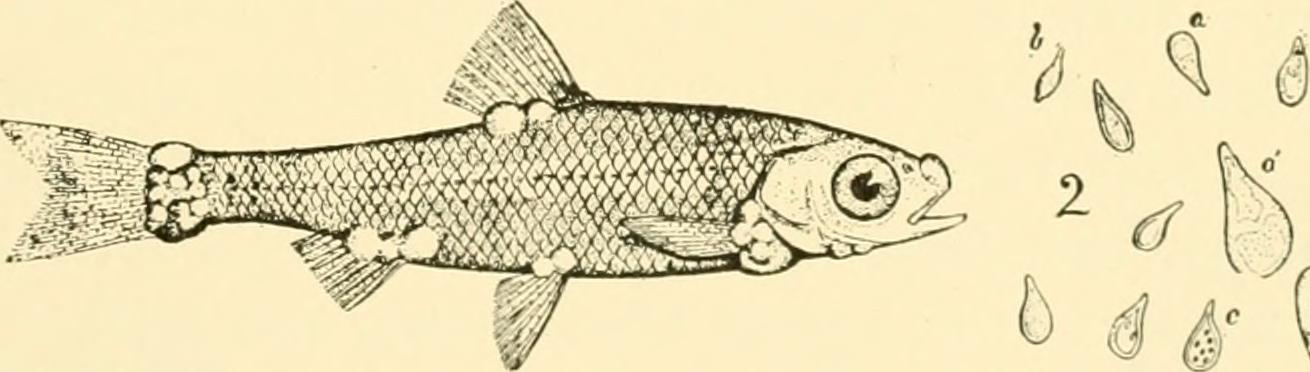
Representação, em um guia de aquarismo de 1908, de cistos dérmicos em um Ciprinídeo, supostamente causados por Myxobolus sp. Esporos estão representados à direita, em aumento.

Mas isto quanto ao estágio de mixósporo. Quanto aos actinósporos, a infecção destes em oligoquetas aquáticos só foi primeiramente reportada pelo zoólogo tcheco Antonín Štolc (1899). Ele criou o grupo Actinomyxidia, que agregava algumas "espécies" (hoje morfologias de esporos) infectantes de anelídios tubificídios, entre as quais: Hexactinomyxon sp., Synactinomyxon sp. e Tractinomyxon sp.
A primeira história de vida completa de um mixozoário foi elucidada em 1984, para o famigerado parasita Myxobolus cerebralis Hofer, 1903.  Este é um parasita conhecido pela transmissão da chamada "doença do redopio", uma enfermidade que acomete jovens peixes salmonídeos. A época, Wolf & Markiw (1983) demonstraram que o desenvolvimento do então actinosporídeo Triactinomyxon sp. ocorria no epitélio intestinal do oligoqueta Tubifex tubifex. Com esta descrição, entendeu-se que há uma forma dupla para os esporos dos mixozoários, cuja infecção é alternada entre actinósporos para os hospedeiros vertebrado e mixósporos para os invertebrado de um mesmo ciclo.
Esta descoberta leva a uma grande revisão taxonômica do grupo, em que Kent et al. (1994) propõem o desuso da classe Actinosporea; com a persistência do nome em vernáculo usado apenas para se referir a um morfotipo de esporo. A ocorrência desse estágio seria num mesmo ciclo de vida que um mixósporo. Desde então, evidências ultraestruturais de características conhecidas dos metazoários, como diferenciação celular terminal, septo intercelular, junções desmossomais, comunicação citoplasmática intercelular e colágeno reticulado foram observadas; confirmando a filiação metazoária dos Myxozoa. Mais recentemente, dados moleculares participam de maneira essencial para desvendar a diversidade e as relações entre as espécies dentro do grupo.

## Ciclo de Vida
Todos os mixozoários conhecidos são endoparasitas obrigatórios. A maior parte deles exibe histórias de vida complexas, apresentando mais de uma morfologia, e sendo geralmente heteroxênicos – envolvendo a infecção e desenvolvimento em pelo mais de um hospedeiro. Os casos documentados costumam tê-los, como hospedeiro intermediário, um vertebrado – geralmente peixes, – e, como hospedeiro definitivo, algum invertebrado, como anelídeos ou briozoários. Estes são considerados definitivos porque é neles em que ocorre a reprodução sexuada (meiose). Alguns tetrápodes – como anfíbios, lepidossáurios, testudíneos, aves aquáticas e pequenos mamíferos – também já foram observados como hospedeiros intermediários. Não há evidências de que alguma história de vida mixozoária envolva um hospedeiro humano. No entanto, formas espóricas latentes já foram detectadas em fezes humanas.
Não há um padrão muito claro quanto a fidelidade dos parasitas aos hospedeiros. Algumas espécies realizam uma infecção estritamente hospedeiro-específicas, enquanto outras apresentam pouca seletividade, podendo apresentar grande variação e capacidade de aclimatação. De todas as mais de 2,600 espécies conhecidas, apenas cerca de 120 tiveram seus ciclos de vida completamente resolvidos. A ocorrência de mixozoários em tetrápodes já levantou suspeitas de que alguns ciclos de vida possam ser exclusivamente terrestres ou, no mínimo, semiaquáticos. Este ciclo hipotético seria um caso único de conquista do ambiente terrestre por um cnidário.

### Estágios de vida
De maneira geral, há dois estágios principais e alternantes num ciclo de vida bifásico mixozoário: um estágio de mixósporo (produzido no vertebrado e infeccioso no invertebrados) e um estágio de actinósporo (produzido no invertebrado e infeccioso no vertebrado). Ambos os estágios são elaborações multicelulares de formas espóricas, – unidades funcionais dispersivas, em geral latentes, e responsáveis pela transmissão do parasita entre os dois tipos de hospedeiros (intermediário e definitivo). Em Myxozoa, ambas as formas partilham das mesmas unidades anatômicas, sendo apenas o arranjo dessas unidades morfologicamente distinto para cada forma e espécie. Todas carregam, no mínimo: 1 - uma ou duas células ameboides infecciosas (denominadas esporoplasmas) e 2 - células portadoras de cápsulas polares (denominadas células capsulogênicas), em quantidades variáveis de um a quinze. 

Em geral, além dos dois tipos celulares básicos, pode haver também uma camada protetora de células achatadas, conhecidas como células valvares. Estas células, assim chamadas por encerrarem as outras como as valvas de uma concha, podem secretar revestimentos protetores da superfície, como projeções ou envelopes mucosos, e formar elaborados apêndices de flutuação. Todas essas estruturas das valvas auxiliam na dispersão dos mixósporos pelo ambiente. A quantidade e a forma de cada um desses tipos celulares é um importante caráter taxonômico.

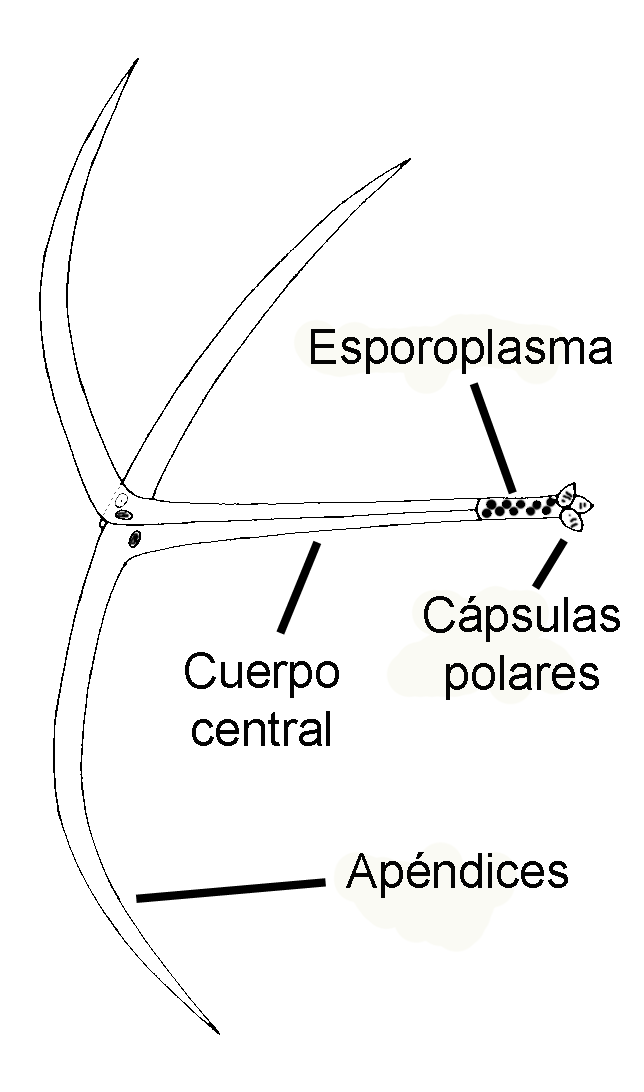
Esquema do actinósporo de Myxobolus cerebralis. Veem-se aqui os três tipos celulares:
(1) um único esporoplasma; (2) três células capsulogênicas; e (3) três células valvares.

As formas espóricas, latentes, se alternam com formas extrasporogônicas, ativas, também chamadas de trofozoítos. Nesses estágios, há o crescimento somático e germinativo do parasita; que podem ser organizados de diversas maneiras. Nessas formas tróficas, pode-se verificar um aumento no número de núcleos, tanto por meio de mitose clássica quanto por cariocinese endogênica. Esta última caracteriza-se pelo envolvimento de uma célula secundária, isto é, interiorizada, pelo retículo endoplasmático dentro de uma célula parental, neste caso chamada primária. Esta é uma modalidade de cariogênese particularmente comum na linhagem Malacosporea; em que este mesmo processo pode se repetir mesmo dentro das células secundárias. Sucessivamente, portanto, podem originar-se níveis mais altos de proliferação endógena (como terciária ou até mesmo quartenária); os quais, com o rompimento das respectivas células parentais, são liberadas e podem continuam a história de vida do parasita.   
As formas extrasporogênicas mais comuns são: 1 - os pseudoplasmódios (sempre uninucleados); 2 - os plasmódios sinciciais (multinucleados, sem membranas encerrando os núcleos individuais); e 3 - os plasmódios estratificados. Todas estas formas são capazes de estender projeções citoplasmáticas temporárias (pseudópodes), que auxiliam a migração do parasita através dos tecidos hospedeiros.   
Quanto ao hábito, as formas tróficas podem ser tanto histozoicas – isto é, residirem entre as células dos tecidos do hospedeiro (intercelulares); quanto celozoicas – residindo nas cavidades corpóreas do hospedeiro (primordialmente no trato urinário ou na bexiga natatória). Algumas várias espécies também tiveram hábito citozoico documentado, caracterizando-os como verdadeiros parasitas intracelulares; raríssimos entre os metazoários.  

#### Mixósporo
A forma de mixósporos representa a maior parte da diversidade conhecida em Myxozoa. Este é o estágio produzido dentro do hospedeiro vertebrado. Seu tamanho típico varia entre 10 e 20 μm, com algumas espécies do gênero Ceratomyxa chegando a mais de 740 μm (C. maxima). Quanto a morfologia, nos mixósporos da linhagem Bivalvulida (Myxosporea), há duas valvas; enquanto em Multivalvulida (Myxosporea), há quatro ou mais, que se aderem em conjunto formando uma linha de sutura. O estágio mixósporo da grande linhagem Malacosporea é chamado "malacósporo de peixes" (do inglês: fishmalacospores). Este é caracterizado por duas células valvares envolvendo um esporoplasma, que carrega duas cápsulas polares. 

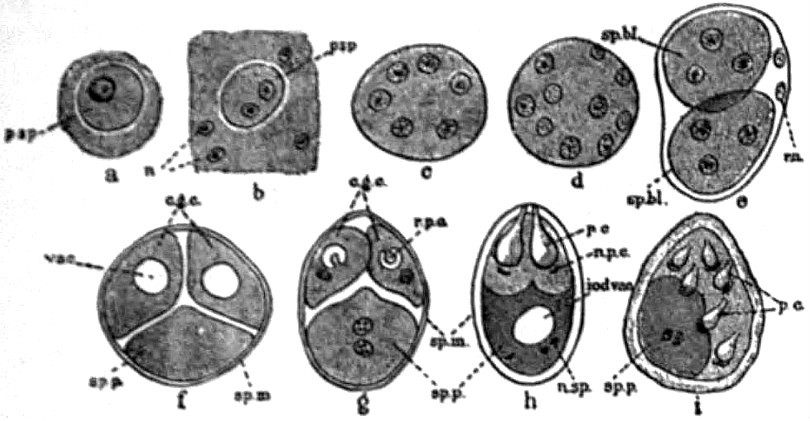
Formação dos mixósporos em Myxobolus ellipsoides (b-e; g-i) e M. pfeifferi (a; f).
n: Núcleos; sp.bl: esporoblastos definitivos; r.n: núcleos residuais; vac: vacúolo; r.p.c: primórdios de p.c, cápsulas polares; n.p.c, núcleos das células capsulogênicas; iod.vac, vacúolo iodinófilo; n.sp, núcleo do esporoplasma.

A depender da espécie e de seu hábito parasita, os mixospóros (e malacospóros de peixes) podem se desenvolver em "plasmódios" ou "pseudoplasmódios" ainda no hospedeiro vertebrado, – transmitindo-se assim na forma extraesporogênica aos hospedeiros invertebrados. Alternativamente, mixósporos são ingeridos diretamente pelo hospedeiro invertebrado, – caso em que há o chamado desenvolvimento "intraoligoqueta". Uma vez no intestino deste último, os filamentos das cápsulas polares são extrudidos e ancoram o parasita no epitélio intestinal. A abertura das valvas permitem o esporoplasma penetrar no epitélio histozoica, cenozoica ou intracelularmente, onde o parasita realiza sua reprodução sexuada, formando uma estrutura chamada pansporocisto. O produto da reprodução são dezesseis células gaméticas (células α e β), que formam oito zigotos. Estes oito zigotos são actinósporos diploides, ainda envolvidos por células chamadas pericitos, componentes do pansporocisto.
A manutenção da infecciosidade dos esporos parece ser diferente entre as linhagens de Myxosporea e Malacosporea. Enquanto os últimos demonstraram uma vida útil curta; os primeiros podem continuar infecciosos por períodos variáveis entre meses e anos.

#### Actinósporo
As formas actinospóricas são caracterizados por uma simetria trirradiada. A maior parte desses esporos contêm três cápsulas polares e três valvas (apêndices), que participam na abertura dos tecidos hospedeiros para a ação dos filamentos das cápsulas. Tipicamente, o esporoplasma já é semelhante a um estágio de plasmódio (com muitos núcleos e células secundárias), e fica localizado posteriormente à estrutura das valvas. Ademais há, atualmente, aproximadamente 20 grandes grupos morfológicos reconhecidos e válidos de actinósporos. Desses, o maior dos grupos é o chamado aurantiactinomyxon, com 61 tipos, baseados em morfometria, reportados. Este tipo é caracterizado por três processos valvulares em forma de folha, que se ligam a um esporoplasma com muitas células secundárias (internas).

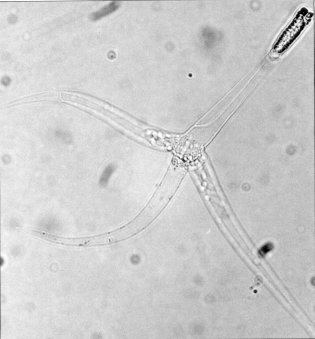
Estágio de actinósporo em Myxobolus cerebralis. Os três processos (apêndices) em forma de gancho conferem o nome "triactinomíxon" a esta morfologia.

Após a maturação, actinósporos são lançados de seus hospedeiros invertebrados à coluna d'água. A partir do contato com o muco da pele ou das brânquias do vertebrado, seus filamentos das cápsulas são disparados e os esporoplasmas penetram o epitélio hospedeiro. Em contato com a superfície, o esporoplasma inicial um movimento ameboide que, facilitado por atividades proteolíticas, penetra os tecidos afins ao seu desenvolvimento. Em seguida, o esporoplasma se aloja e inicia novamente o desenvolvimento da forma mixospórica, passando pelo estágio de trofozoíto (também chamada de forma pré-esporogênica). Muitas vezes, este trofozoíto, com células interiorizadas e inúmeros núcleos, migra via sistema nervoso e/ou circulatório pelo corpo do hospedeiro. Dessa maneira, a forma pré-esporogênica atinge microambientes propícios à geração da forma esporogênica. O desenvolvimento dos mixósporos é então realizado no corpo do hospedeiro vertebrado, e não envolve a maquinaria meiótica.
Quanto a longevidade, actinósporos na coluna d'água têm duração variável entre 4 a 25 dias, dependendo das condições ambientais (especialmente temperatura) e da espécie. Imagina-se que, durante a fase planctônica, a alta velocidade dos fluxos d'água possam causar danos mecânicos ao esporo; além de limitar o tempo de contato entre estes e o hospedeiro vertebrado.

## Cápsulas polares
As cápsulas polares são estruturas características dos mixozoários, essenciais para o sucesso do parasitismo desses organismos. Elas possuem uma notável semelhança estrutural e funcional com as cnidas presentes nos cnidários de vida livre, como as águas-vivas, anêmonas e corais. Essa semelhança tem sido fundamental para a compreensão da filogenia dos mixozoários e é um dos principais indícios de que esses parasitas microscópicos seriam, portanto, cnidários altamente modificados.

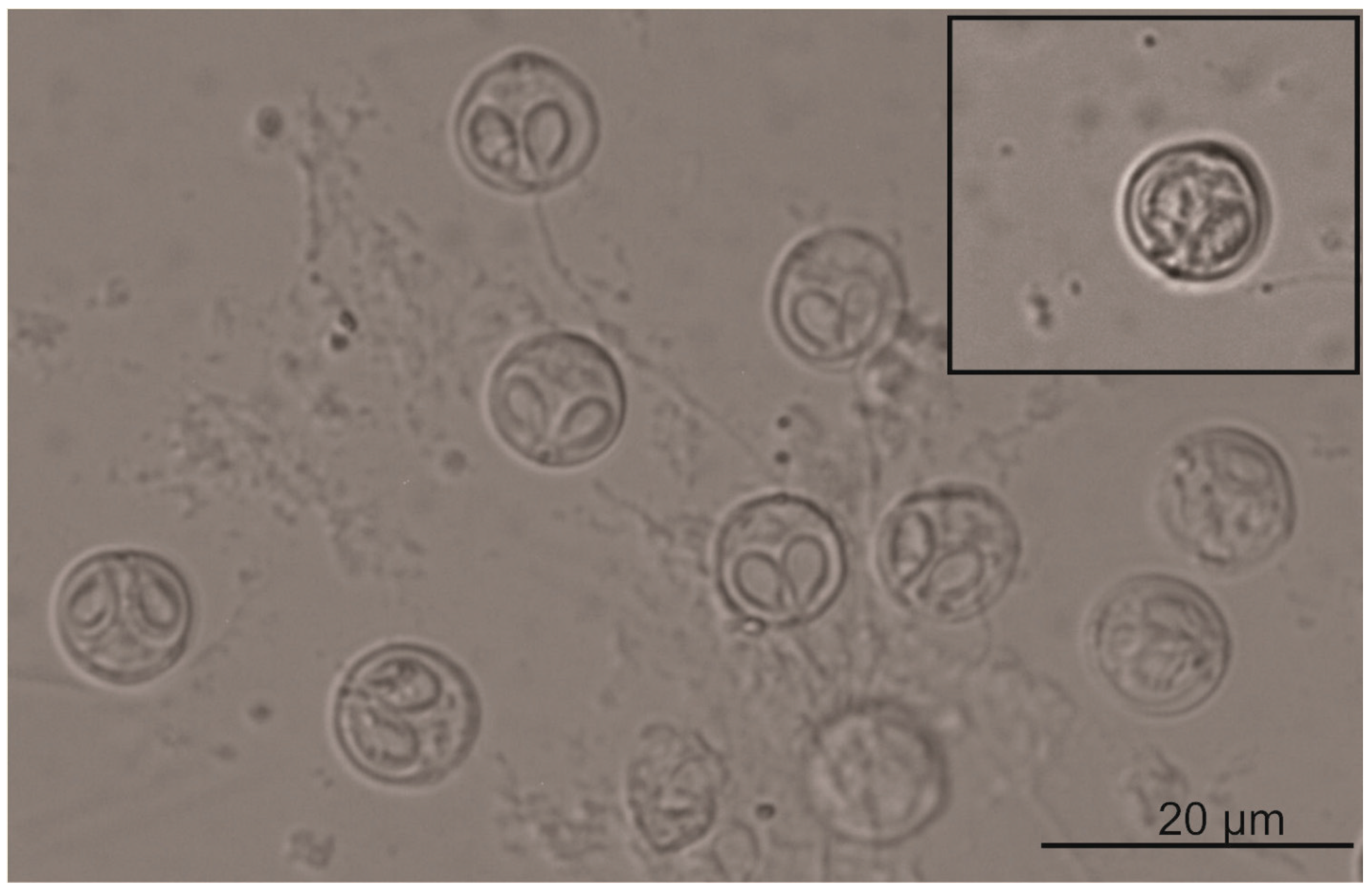
Mixósporos maduros de Myxobolus patriciae, encontrados parasitando o intestino de uma tainha (Mugil curema). No destaque, é possível observar as voltas dos filamentos dentro das cápsulas polares.

As cápsulas polares dos mixozoários compartilham com as cnidas a mesma arquitetura geral: uma cápsula rígida contendo um tubo enrolado que é evertido rapidamente durante o disparo. No entanto, existem diferenças importantes tanto na fisiologia do mecanismo quanto na estrutura do tubo e na finalidade do disparo. A pressão interna das cápsulas é consideravelmente menor, variando entre 50 e 100 atmosferas, e a velocidade de eversão do tubo também é inferior, em torno de 0,5 a 1 m/s. Embora também haja um componente osmótico no processo, há evidências de que proteínas semelhantes ao colágeno desempenham um papel crucial na contração da cápsula, acumulando e liberando repentinamente energia potencial elástica para o disparo. Além disso, o tubo das cápsulas polares não é espiralado como nas cnidas típicas, mas apresenta microespículas pontiagudas em sua extremidade, adaptados para perfurar as membranas das células do hospedeiro e garantir a fixação do parasita no momento da infecção.
Essas diferenças refletem adaptações distintas aos modos de vida de cada grupo. Enquanto as cnidas são utilizadas para predação e defesa nos cnidários de vida livre, as cápsulas polares dos mixozoários são fundamentais para iniciar o ciclo de vida parasitário, funcionando como dispositivos de penetração e fixação. Apesar dessas especializações, a semelhança estrutural entre as cápsulas polares e as cnidas é tão significativa que sugere uma origem evolutiva comum. Essa homologia entre as duas organelas é um dos principais argumentos para sustentar a inclusão dos mixozoários dentro do filo Cnidaria.

### Mecanismo de disparo
Nas cnidas, o mecanismo de disparo depende de uma pressão osmótica extremamente elevada, gerada pelo acúmulo de poliglutamato e íons, principalmente potássio, no interior da cápsula. Isso cria uma tensão interna que pode ultrapassar 150 atmosferas. Quando a cápsula é ativada, o tubo que se encontra enrolado em seu interior é evertido de maneira abrupta, perfurando o alvo e liberando toxinas. Esse processo ocorre em frações de milissegundo e pode atingir velocidades de 2 a 3 m/s, sendo uma das reações biológicas mais rápidas conhecidas. O tubo evertido é geralmente espiralado e liso, adequado para penetração e envenenamento de presas ou para defesa.

## Taxonomia
A taxonomia dos mixozoários enfrentou mudanças importantes nos níveis genérico, familiar e subordens, na última década, recebendo uma nova classificação (ainda não oficial) no filo Cnidaria, com uma revisão do sistema taxonômico baseado em esporos até o nível de gênero:
| Filo: Cnidaria | |
| Subfilo: Myxozoa (não classificado)                                                                                 | |
| Classe: Malacosporea                                                                                                | Classe: Myxosporea (continuação) |
| Ordem: Malacovalvulida                                                                                              | Ordem: Bivalvulida |
| Família: Saccosporidae                                                                                              | Família: Myxobilatidae |
| Gênero: Buddenbrockia, Tetracapsuloides                                                                             | Gênero: Myxobilatus, Acauda, Hoferellus |
| Classe: Myxosporea                                                                                                  | Família: Chloromyxidae |
| Ordem: Bivalvulida                                                                                                  | Gênero: Chloromyxum, Caudomyxum, Agarella |
| SubOrdem: Variisporina                                                                                              | Família: Coccomyxidae |
| Família: Sphaeromyxidae                                                                                             | Gênero: Coccomyxa, Auerbachia, Globospora |
| Gênero: Sphaeromyxa                                                                                                 | Família: Alatosporidae |
| Família: Myxidiidae                                                                                                 | Gênero: Alatospora, Pseudalatospora, Renispora |
| Gênero: Myxidium, Zschokkella, Enteromyxum, Sigmomyxa, Soricimyxum, Cystodiscus                                     | Família: Parvicapsulidae |
| Família: Ortholineidae                                                                                              | Gênero: Parvicapsula, Neoparvicapsula, Gadimyxa |
| Gênero: Ortholinea, Neomyxobolus, Cardimyxobolus, Triangula, Kentmoseria                                            | SubOrdem: Platysporina |
| Família: Sinuolineidae                                                                                              | Família: Myxobolidae |
| Gênero: Sinuolinea, Myxodavisia, Myxoproteus, Bipteria, Paramyxoproteus, Neobipteria, Schulmania, Noblea, Latyspora | Gênero: Myxobolus, Spirosuturia, Unicauda, Dicauda, Phlogospora, Laterocaudata, Henneguya, Hennegoides, Tetrauronema, Thelohanellus, Neothelohanellus, Neohenneguya, Trigonosporus |
| Família: Fabesporidae                                                                                               | Ordem: Multivalvulida |
| Gênero: Fabespora                                                                                                   | Família: Trilosporidae |
| Família: Ceratomyxidae                                                                                              | Gênero: Trilospora, Unicapsula |
| Gênero: Ceratomyxa, Meglitschia, Ellipsomyxa, Ceratonova                                                            | Família: Kudoidae |
| Família: Sphaerosporidae                                                                                            | Gênero: Kudoa |
| Gênero: Sphaerospora, Wardia, Palliatus                                                                             | Família: Spinavaculidae |
| | Gênero: Octospina |
| | *Incertae sedis em Multivalvulida: Trilosporoides |